# Christian Ganczarski
Christian Ganczarski (zwany Abu Ibrahimem, ur. w 1966 w Gliwicach) – niemiecki terrorysta blisko związany z Usamą ibn Ladinem, oskarżony o spowodowanie śmierci 21 osób.
Urodzony w Gliwicach, latem 1970 wyjechał wraz z rodzicami jako przesiedleniec do RFN i mieszkał tam w okolicach Duisburga. Po przejściu na islam w 1986 zintensyfikował swoje życie religijne. W 1990 zawarł małżeństwo z konwertytką Nicolą Gebrecht.
Ganczarski rozpoczął naukę w szkole koranicznej w Arabii Saudyjskiej, ale jej nie ukończył. Brał udział w wojnie czeczeńskiej oraz w Bośni. Wielokrotnie odwiedzał Pakistan oraz Afganistan, gdzie zaprzyjaźnił się z Usamą ibn Ladinem, któremu dostarczał leki na cukrzycę. Podejrzany o udział w przygotowaniu i przeprowadzeniu ataków terrorystycznych na tunezyjskiej Dżerbie oraz atakach z 11 września. Ostatecznie namierzony i rozpoznany w kwietniu 2004, wyjechał do Arabii Saudyjskiej. W 2005 został osadzony w areszcie po zatrzymaniu na paryskim lotnisku Charles’a de Gaulle’a. Oskarżono go o przyczynienie się do spowodowania śmierci 21 osób w zamachu terrorystycznym na Dżerbie.

## Proces sądowy
Rozpoczęcie procesu Ganczarskiego zaplanowano na 5 stycznia 2009. Wraz z nim na ławie oskarżonych zasiąść miał oskarżony o współorganizowanie zamachów z 11 września Chalid Szajch Muhammad. W styczniu 2009 nastąpiło rozpoczęcie procesu przed sądem w Paryżu. Został skazany na 18 lat pozbawienia wolności.